# Catafimbria boliviana
Catafimbria boliviana – gatunek chrząszcza z rodziny kózkowatych i podrodziny zgrzypikowych. Jedyny przedstawiciel rodzaju Catafimbria.

## Zasięg występowania
Ameryka Południowa, występuje w Boliwii.